# Kevin Martin (Curler)
Kevin Martin (* 31. Juli 1966 in Killam, Alberta), Spitzname "The Old Bear" und "K-Mart", ist ein kanadischer Curler und Olympiasieger. Er spielt auf der Position des Skip beim Saville Sports Centre in Edmonton.
Martin war Weltmeister und hat insgesamt elf Grand-Slam-Titel bei der World Curling Tour gewonnen.
Bei den Olympischen Winterspielen 2002 in Salt Lake City holte Martin die Silbermedaille. Martin gewann am 13. Dezember 2009 die kanadischen Olympic Curling Trails mit seinem Team Third John Morris, Second Marc Kennedy, Lead Ben Hebert, Alternate Adam Enright und vertrat mit seinem Team Kanada bei den XXI. Olympischen Winterspielen 2010 im Curling. Mit elf Siegen in elf Spielen gewannen sie schließlich überlegen die Goldmedaille.